# Daron Malakian and Scars on Broadway
Daron Malakian and Scars on Broadway (conocida anteriormente solo como Scars on Broadway) es una banda estadounidense de metal alternativo y proyecto en solitario de Daron Malakian, guitarrista, compositor y segunda voz de la banda System of a Down.

## Historia

### Inicios (2003-2005)
En el año 2003, Daron Malakian (guitarra), Shavo Odadjian (bajo) Casey Chaos (vocales), Zach Hill (batería) y Greg Kelso (guitarra rítmica) grabaron un demo titulado Ghetto Blaster Rehearsals, acreditado con el nombre Scars on Broadway. Sin embargo, en 2007, una carta oficial en la página web del grupo señaló que estas pistas no están relacionadas en modo alguno con Scars on Broadway y que la música es de un proyecto que se había disuelto hacía 4 años.

### Álbum debut (2005-2008)
En diciembre de 2005, Malakian declaró en una entrevista que «podría publicar diez discos en solitario mañana», y que tiene «toneladas de material por ahí». «Después de estos álbumes, (Mezmerize/Hypnotize) voy a pensar y hacer algo por mi cuenta, al igual que Serj. Y no, System of a Down no se está rompiendo».
Después del receso que se dio con sus compañeros de System of a Down, Malakian anunció su nueva banda llamada «Scars on Broadway», junto a John Dolmayan como miembro, junto a los músicos Danny Shamon en los teclados, Dominic Cifarelli en el bajo y Franky Perez en guitarra y coros en actuaciones en vivo. El grupo lanzó un álbum homónimo en 2008, incluyendo los sencillos «They Say» y «World Long Gone».

### Hiato, reunión y segundo hiato (2008-2018)

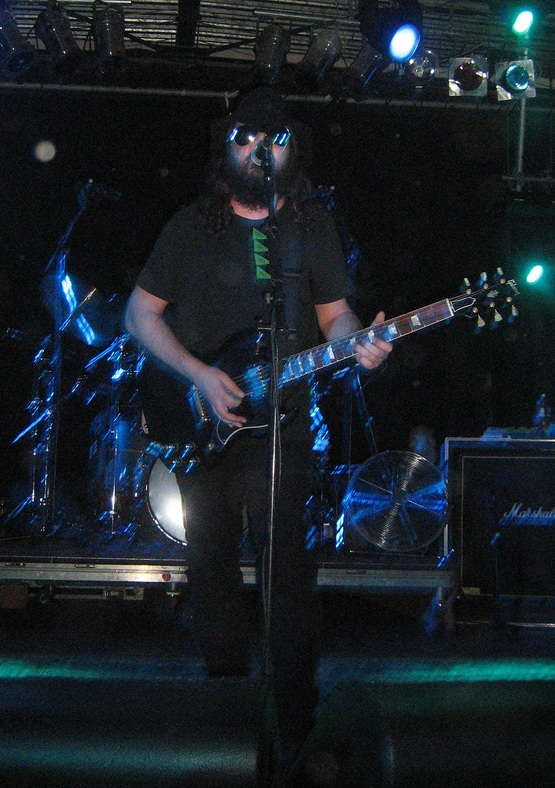
Daron Malakian en concierto con Scars on Broadway.

A finales de 2008, Malakian anunció en el sitio web de la banda que su gira para promover la publicación del álbum, que incluía una aparición en el Jimmy Kimmel Live!, se cancela con ningún plan de reprogramación. Malakian afirmó que tenía falta de entusiasmo, y que «su corazón no estaba en la gira», como razones principales detrás de la cancelación.
En agosto de 2009, Dolmayan, Pérez, Shamoun y Cifarelli, como Scars on Broadway, viajaron a Irak para una gira de la organización United Service Organizations, en las bases de las Fuerzas Armadas de los Estados Unidos, sin Malakian. Su repertorio consistió en versiones y algunas canciones de Scars. Pérez declaró en su Twitter que «las canciones de Scars suenan increíble, pero no es lo mismo sin Daron». 
El 2 de mayo de 2010, Scars on Broadway se reunió de nuevo para tocar en Troubadour Club, al este de Hollywood. En ese concierto participó el bajista de System of a Down, Shavo Odadjian, quien les acompañó tocando «They Say» y «Cute Machines». También presentaron la canción «Fucking». En las actuaciones de su gira, presentaron otro tema inédito en su momento, titulado «Talkin' Shit». 

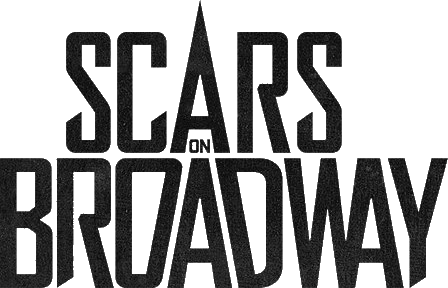
Logotipo utilizado en 2012

El 11 de enero de 2012, se anunció que se encontraban grabando su segundo álbum, y se esperaba que fuese lanzado en algún momento del verano. El 24 de febrero de 2012, se anunció en la página de System of a Down que el sitio web de Scars on Broadway estaba de vuelta online y que ofrecía un adelanto de una nueva canción llamada «Guns are Loaded».
Diversas canciones nuevas fueron interpretadas en vivo, como supuesto anticipo al nuevo disco de la banda, entre las que se encuentran las ya mencionadas «Guns are Loaded» y «Talkin' Shit», junto con otras como «Dictator» y «Sickening Wars», sin la presencia del baterista John Dolmayan.
Pese a que desde 2012 se anunció un nuevo álbum, no hubo ningún detalle del mismo ni de la banda por varios años. En la página de Facebook oficial de la banda, se informa que actualmente Malakian es el único integrante de la banda.

### Dictator(2018)
El 16 de abril de 2018, Malakian anunció a través de sus redes sociales, el lanzamiento de una nueva canción con un vídeo musical para el 23 de abril de ese mismo año junto al álbum de estudio Dictator. La banda también fue rebautizada como «Daron Malakian and Scars on Broadway». Malakian en Instagram, le dijo a un fan sobre el cambio de nombre de la banda que: «Nadie renunció. Cuando comencé Scars por primera vez, siempre dije que serían diferentes miembros de álbum en álbum. Depende del tipo de dirección que quiero tomar. Diferentes músicos trabajan para diferentes estilos. Esa es en parte la razón por la que agregué mi nombre al de la banda».
El 23 de abril de 2018, Malakian hizo público el video oficial de la canción «Lives», dando a conocer también la fecha de lanzamiento del segundo álbum de la banda, titulado Dictator, para el 20 de julio de 2018. Malakian dijo que el álbum estaba listo desde 2012. El videoclip fue dirigido por Hayk Matevosyan. Una parte de los beneficios que aportaron el video, fueron donados a ArmeniaFund, para la campaña Lives First Aid Kits Campaing, para proporcionar kits de primeros auxilios a los pueblos de Artsakh, debido a los ataques de francotiradores y morteros por parte del Ejército de la República de Azerbaiyán.
Scars on Broadway anunció que se presentaría en concierto el 5 y 11 de octubre de 2024, en el BMO Stadium de Los Ángeles y en el Aftershock Festival en Sacramento respectivamente, en celebración del 30° aniversario de la banda Korn. Malakian informó a través de sus redes sociales, la reedición de su primer álbum con tres temas inéditos («War For Religion», «Stranger» y «Shotgun»).

### Addicted to the Violence(2025)
El 6 de junio de 2025, la canción «Killing Spree» se hizo pública en todas las plataformas musicales junto a un video musical, filtrándose también el nombre del álbum Addicted to the Violence, con fecha de salida para el 18 de julio de ese mismo año.

## Miembros

### Miembros actuales
- Daron Malakian: voz, guitarra (2006–2009,2012–presente), teclados (2006–2007,2013–presente), bajo (2006–2007,2013–2018), batería (2013–2018).

### Otros miembros
- John Dolmayan : batería (2006–2012).
- Jules Pampena : batería, percusión (2012–2013).
- Franky Perez: guitarra (2007–2012), coros (2007–2008,2010–2012), guitarra líder, voz (2008–2010).
- Danny Shamoun: teclados, piano, percusión (2006–2013).
- Dominic Cifarelli: bajo (2008–2013), coros (2008–2010, 2012–2013).
- Orbel Babayan: guitarra, mandolina, teclados (2018, 2025).
- Roman Lomtadze: batería (2018, 2025).
- Niko Chantziantoniou: bajo (2018, 2025).
- Matthew «Narducci» Silberman: saxofón (2025).

## Discografía

### Álbumes de estudio
| Año                                                      | Álbum | Posición | Posición | Posición | Posición | Posición | Posición | Posición | Posición | Posición | Posición | Posición |
| Año                                                      | Álbum | US       | AUS      | CAN      | FIN      | FRA      | GER      | NLD      | NZL      | SWE      | SWI      | UK       |
| -------------------------------------------------------- | --- | -------- | -------- | -------- | -------- | -------- | -------- | -------- | -------- | -------- | -------- | -------- |
| 2008                                                     | Scars on Broadway - Lanzamiento: 29 de julio de 2008 - Sello: Interscope - Formato: CD, CD/DVD, LP, descarga digital, disco de vinil                      | 17       | 43       | 11       | 14       | 88       | 23       | 83       | 54       | 26       | 58       | 41       |
| 2018                                                     | Dictator - Lanzamiento: 20 de julio de 2018 - Sello: Scarred for Life - Formato: LP, descarga digital, disco de vinil                                     | -        | -        | -        | -        | -        | -        | -        | -        | -        | -        | -        |
| 2025                                                     | Addicted to the Violence - Lanzamiento: 18 de julio de 2025 - Sello: Scarred for Life, Virgin Music Group - Formato: CD, descarga digital, disco de vinil | -        | -        | -        | -        | -        | -        | -        | -        | -        | -        | -        |
| "—" indica que no ingresó en las listas de dicha región. | |          |          |          |          |          |          |          |          |          |          |          |

### Demos
| Año  | Álbum                                                                |
| ---- | -------------------------------------------------------------------- |
| 2003 | Ghetto Blaster Rehearsals - Lanzamiento: 2003 - Sello: Independiente |

### Sencillos
| Año                                      | Canción           | Posiciones | Posiciones | Posiciones | Posiciones | Álbum             |
| Año                                      | Canción           | US Alt     | US Main.   | CAN Rock   | UK Rock    | Álbum             |
| ---------------------------------------- | ----------------- | ---------- | ---------- | ---------- | ---------- | ----------------- |
| 2008                                     | «They Say»        | 15         | 25         | 42         | 4          | Scars on Broadway |
| 2008                                     | «World Long Gone» | —          | —          | 88         | —          | Scars on Broadway |
| 2010                                     | «Fucking»         | —          | —          | —          | —          |                   |
| 2018                                     | «Lives»           | —          | —          | —          | —          |                   |
| 2025                                     | «Killing Spree»   | —          | —          | —          | —          |                   |
| "—" indica que no ingresó en dicha lista |                   |            |            |            |            |                   |

### Videos musicales
| Año  | Título              | Director(es)                           |
| ---- | ------------------- | -------------------------------------- |
| 2008 | «They Say»          | Paul Minor                             |
| 2008 | «World Long Gone»   | Joel Schumacher                        |
| 2011 | «Fucking»           | Greg Watermann                         |
| 2018 | «Lives»             | Hayk Kharikyan y Mikael Sharafyan      |
| 2019 | «Guns are Loaded»   | Greg Watermann                         |
| 2025 | «Killing Spree»     | Daron Malakian y Lorenzo Diego Carrera |
| 2025 | «Destroy the Power» | Daron Malakian y Lorenzo Diego Carrera |